# Ropica obliquebilineata
Ropica obliquebilineata là một loài bọ cánh cứng trong họ Cerambycidae.